# Универзитет у Гдањску
Универзитет у Гдањску (пољ.: Uniwersytet Gdański, скраћено UG) је универзитет за јавна истраживања који се налази у Гдањску, у Пољској. То је један од 10 најбољих универзитета у Пољској и такође је важан центар за студије кашубског језика.

## Историја
Универзитет у Гдањску је основан 1970. спајањем Високе економске школе у Сопоту (постоје од 1945. године) и Високе школе за образовање у Гдањску (формиране 1946. године). Данас је Универзитет у Гдањску највећа високошколска установа у пољском северном региону Помераније. Универзитет у Гдањску се може похвалити значајним научним достигнућима којима учвршћује своју водећу позицију, посебно кроз активности и истраживања везана за море. У том смислу, универзитет је био укључен у сарадњу са научноистраживачким центрима из скоро свих крајева света.
Универзитет у Гдањску је укључен у стварање мреже европских универзитета одабраних на конкурсу „Европски универзитети“ који организује Европска комисија у сарадњи са својим партнерима, Универзитетом у Кадизу (Шпанија), Универзитетом у Сплиту (Хрватска), Универзитет Западне Бретање (Француска), Универзитет у Килу (Немачка) и Универзитет на Малти (Малта), Универзитет у Гдањску чини конзорцијум Европског универзитета мора (СЕА-ЕУ).
Универзитет је 2020. године постао члан Удружења универзитета у Гдањску „Данијел Фаренхајт“ (пољски: Związek Uczelni w Gdańsku im. Daniela Fahrenheita) које окупља главне градске институције високог образовања, укључујући Технички универзитет у Гдањску и Медицински универзитет у Гдањску. Циљ новоосноване организације је да ради на пројектима који имају за циљ даљу федерализацију универзитета, да ојача научну сарадњу међу њима и да води заједничку политику промоције и рангирања.

## Рангирање
Универзитет у Гдањску је уврштен на најважније светске ранг-листе, чиме се придружио редовима најбољих пољских универзитета. Његово присуство на међународним ранг листама као што су QS World University Rankings или Times Higher Education је одраз високог квалитета образовања, спроведених научних истраживања и повећања међународног угледа, као и високог нивоа преноса знања на Економија. Динамичан развој Универзитета у Гдањску огледа се у његовом присуству међу 200 најбољих светских младих универзитета на Тимес Хигхер Едуцатион (ТХЕ) Иоунг Университи Ранкингс 2019, на којој је Универзитет у Гдањску био једини пољски универзитет који је представљен.

## Школске власти
- Ректор: Проф. др хаб. Пиотр Степновски
- Проректор за међународну сарадњу: др хаб. Ана Јурковска-Цајдлер
- Проректор за научноистраживачки рад: Проф. др хаб. Виесłав Ласковски
- Проректор за студентска питања и квалитет наставе: др хаб. Арнолд Клонцзински
- Проректор за иновације и сарадњу са привредом и индустријом: проф. др хаб. Крзисзтоф Биелавски
- Директор управе: мгр Јацек Јетчак

## Наставно особље
- Професора је 282.
- Хабилиационих доктора је 171.
- Виших предавача је 640.
- Укупан број предавача је 1700.
- Укуан број универѕитског особља је 2964.

Познати професори и предавачи са Универзитета у Гдањску су:
- Stefan Chwin, романописац, књижевни критичар
- Andrzej Gąsiorowski, политиколог
- Zbigniew Herbert, песник, есејиста и моралиста
- Ryszard Horodecki, физичар
- Maria Janion, теоретичарка књижевности, феминисткиња
- Janusz Lewandowski, политичар и економиста, бивши комесар за буџет и финансијско програмирање Европске комисије
- Małgorzata Omilanowska, историчарка и политичарка, бивша министарка културе и националног наслеђа Пољске
- Jerzy Samp, писац и публициста
- Joanna Senyszyn, политичарка
- Brunon Synak, социолог
- Jerzy Treder, лингвиста
- Marek Żukowski, теоријски физичар

## Подаци о студенима
- Дневне студије: 15151
- Вечерње студије: 3753
- Ванредне студије: 10884
- Докторске студије: 1609
- Укупно: 27233

## Нивои студија које нуди институција
- Краће/средње универзитетске квалификације
- Завршне квалификације првог главног универзитетског нивоа
- Напредни/постдипломски студиј
- Докторат
- Виши/пост докторат

## Дипломе и звања
- Бачелор – Б.А.
- Магистар уметности – М.А.
- Доктор - Др
- Доцтор Хабилитатед – Др хаб.

## Међународна сарадња
- Copenhagen Business School – Данска
- NEOMA Business School – Француска
- Hiroshima University – Јапан
- Katholieke Universiteit Leuven – Белгија
- Lumière University Lyon 2 – Француска
- University of Antwerp – Белгија
- University of Beira Interior – Португал
- Universität Bremen – Њемачка
- University of Linköping – Шведска
- University of Messina – Италија
- University of Plymouth – Уједињено Краљевсво
- Universität Rostock – Њемачка
- University of Turku – Финска
- University of Washington's School of Marine Affairs (SMA) – САД
- Sholokhov Moscow State University for Humanities – Русија
- University of Applied Sciences Upper Austria – Аустрија

## Факултети
- Биолошки факултет
- Хемијски факултет
- Економски факултет
- Историјски факултет
- Факултет за језике
- Правно-административни факултет
- Факултет за менаџмент
- Факултет математике, физике и информатике
- Океанографско-географски факултет
- Факултет друштвених наука
- Међуколегијални биотехнолошки факултет (са Медицинским универзитетом у Гдањску)

## Галерија

### Галерија
- Факултети Универзитет у Гдањску
- Факултет за менаџмент Универзитета у Гдањску
- Факултет друштвених наука Универзитета у Гдањску
- Правно-административни факултет Универзитета у Гдањску
- Биолошки факултет Универзитета у Гдањску
- Универзитетска библиотека
- Биолошки факултет Универзитета у Гдањску
- Стара зграда Хемијског факултета Универзитета у Гдањску
- Нова зграда Хемијског факултета Универзитета у Гдањску